# Montescudo-Monte Colombo
Montescudo-Monte Colombo (Mont Scud-Mont Clomb in romagnolo) è un comune italiano sparso di 6 952 abitanti della provincia di Rimini in Emilia-Romagna. È stato istituito il 1º gennaio 2016 dalla fusione dei comuni di Montescudo e Monte Colombo[5]. I capoluoghi degli ex comuni, pur essendo adiacenti e costituenti dunque un unico centro abitato, sono stati mantenuti distinti e come capoluogo è stato scelto Monte Colombo. Inoltre l'art. 29 dello Statuto ha istituito nei territori dei due ex comuni i municipi quali organi di decentramento.

## Storia

### Origini
Il territorio circostante presenta tracce di insediamenti romani sin dall'età repubblicana. Dal II secolo a.C., vennero infatti costruite ville rurali, non lontane dal corso del fiume Conca, allora chiamato Crustumium, dotate di pertinenze funzionali all'attività agricola.
Da ricerche archeologiche dei secoli scorsi (1795 e 1874) nei pressi delle Chiese di S. Biagio e S. Simeone vennero rinvenute tombe romane e una colonna che serviva di sostegno ad un'ara di un tempio pagano.
Montescudo ai tempi dell'Imperatore Augusto, serviva anche come stazione militare adibita al cambio di cavalli per i corrieri che da Rimini andavano a Roma, quale il primo scambio di una scorciatoia per la via del Furlo.
Gli insediamenti sul territorio risultarono urbanisticamente sparsi anche nel periodo bizantino.

### Dal medioevo all'età moderna
Montescudo (allora denominata Montescuotolo) venne donato nel 962 ai Conti di Carpegna dall'imperatore Ottone I di Sassonia. Fu a capo di una delle tre "Bailie" in cui nel 1113 era diviso l'esteso comune di Rimini.
Nella Storia civile e sacra riminese di Luigi Tonini è rammentato San Martino di Ranco Columbo fin dall'anno 1059.
Tra il XIII e il XV secolo il territorio fu continuamente conteso, anche con sanguinose battaglie, tra i Malatesta e i Montefeltro. La ricchezza di torri, rocche e castelli, eretti principalmente dai Malatesta, che ancor oggi caratterizza le valli del Marecchia e del Conca, è dovuta proprio alle contese dell'alto e del basso Medioevo, che costrinsero a fortificare tutti i villaggi e tutti i punti strategici, tanto quelli del fondovalle (mulini, guadi, ponti) quanto quelli d'altura.
All'inizio del XVI secolo il territorio, assieme a tutta la Romagna, cadde per pochi anni sotto il dominio di Cesare Borgia, poi alla Repubblica di Venezia, per passare sotto l'amministrazione pontificia tra il 1509 e il 1510.
Nel 1555 il Papa cedette l'amministrazione del territorio ai marchesi Guidi di Bagno fino al 1656, anno in cui tornò sotto lo Stato Pontificio.
Nel 1722 metà di Montescudo venne distrutto da una frana.

### Età contemporanea
Durante la campagna Napoleonica in Italia, allorché la Romagna venne invasa dai francesi, il 6 febbraio del 1797 una deputazione di montescudesi si recò a Rimini a rendere omaggio al generale Napoleone Bonaparte. Costituita la Repubblica Cisalpina nel 1798, Napoleone si ricordò di Montescudo e lo elevò a terzo Cantone del Dipartimento del Rubicone nonché Distretto Territoriale.
Durante tale periodo, il territorio conobbe l'introduzione del laicismo rivoluzionario francese, con lo scioglimento di confraternite, o l'obbligo di porle sotto la presidenza di laici.
Dopo la caduta di Napoleone nel 1815 Montescudo ritornò sotto il Governo Pontificio e, per i sentimenti liberali in precedenza dimostrati, venne ridotto a semplice Comune senza appodiati. Nel 1818 ritorno Comune Capo Ufficio, aggregandosi il Castello di Albereto, nel frattempo passato Monte Colombo, nonché le parrocchie di Trarivi e S. Maria del Piano.
Al contempo, Monte Colombo si vide prima amministrare enclave non contigue come Montetauro, poi vedendosi annettere Croce e San Savino.
Nel 1860 il territorio venne a far parte del nuovo Regno d'Italia. 
Nel secondo conflitto mondiale, durante le azioni belliche del settembre 1944, Montescudo e Monte Colombo vennero in gran parte distrutti e ricostruiti a guerra ultimata.
Il nuovo comune di Montescudo-Monte Colombo venne istituito il 1º gennaio 2016.

### Simboli
Lo stemma e il gonfalone del comune di Montescudo-Monte Colombo sono stati concessi con decreto del presidente della Repubblica del 1º ottobre 2020.
Il nuovo emblema civico riunisce lo stemma di Montescudo e quello di Monte Colombo.
Il gonfalone è un drappo partito di bianco e d'azzurro.

## Monumenti e luoghi d'interesse

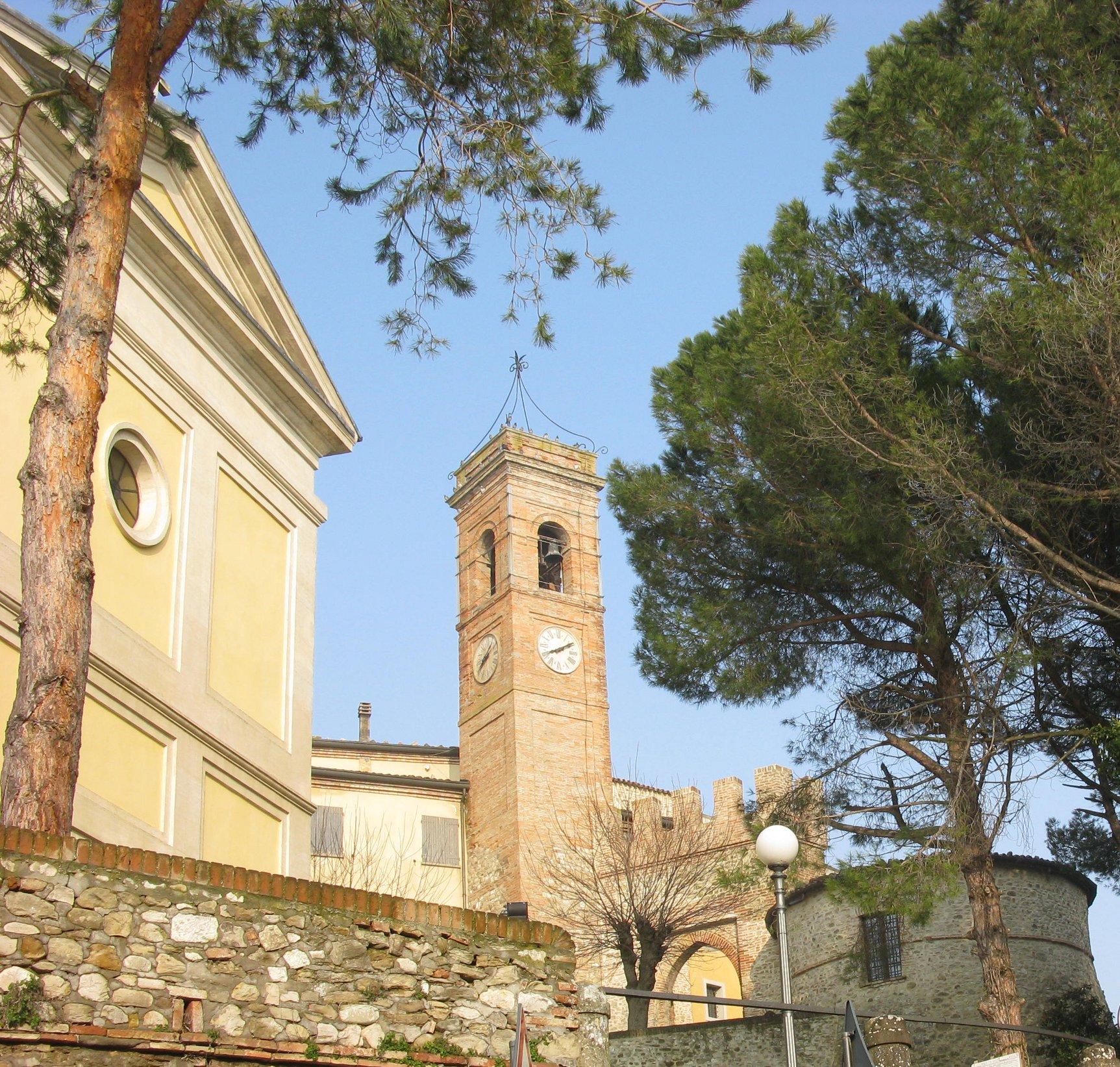
Torre Civica di Monte Colombo.

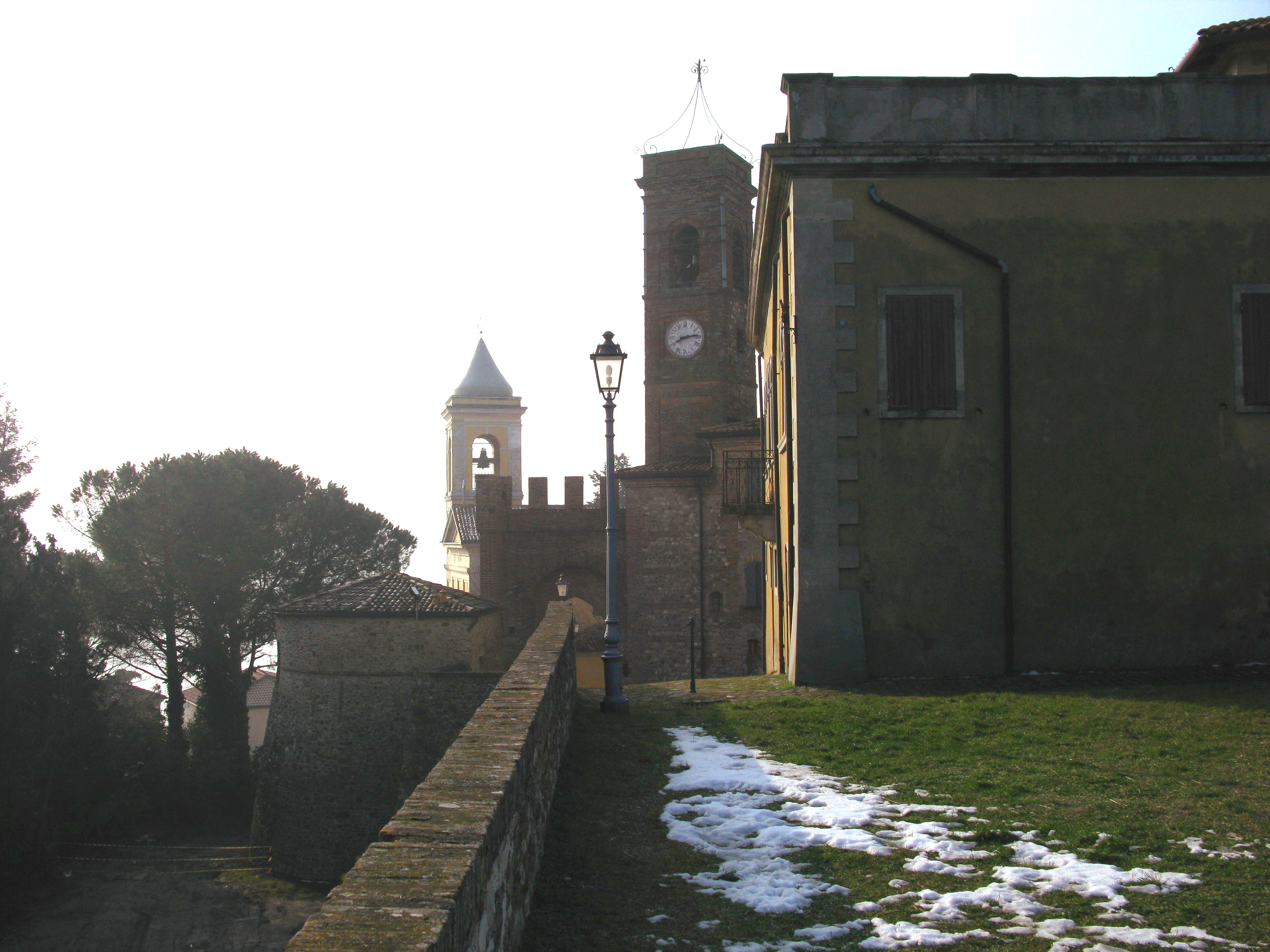
Castello Malatestiano a Monte Colombo.

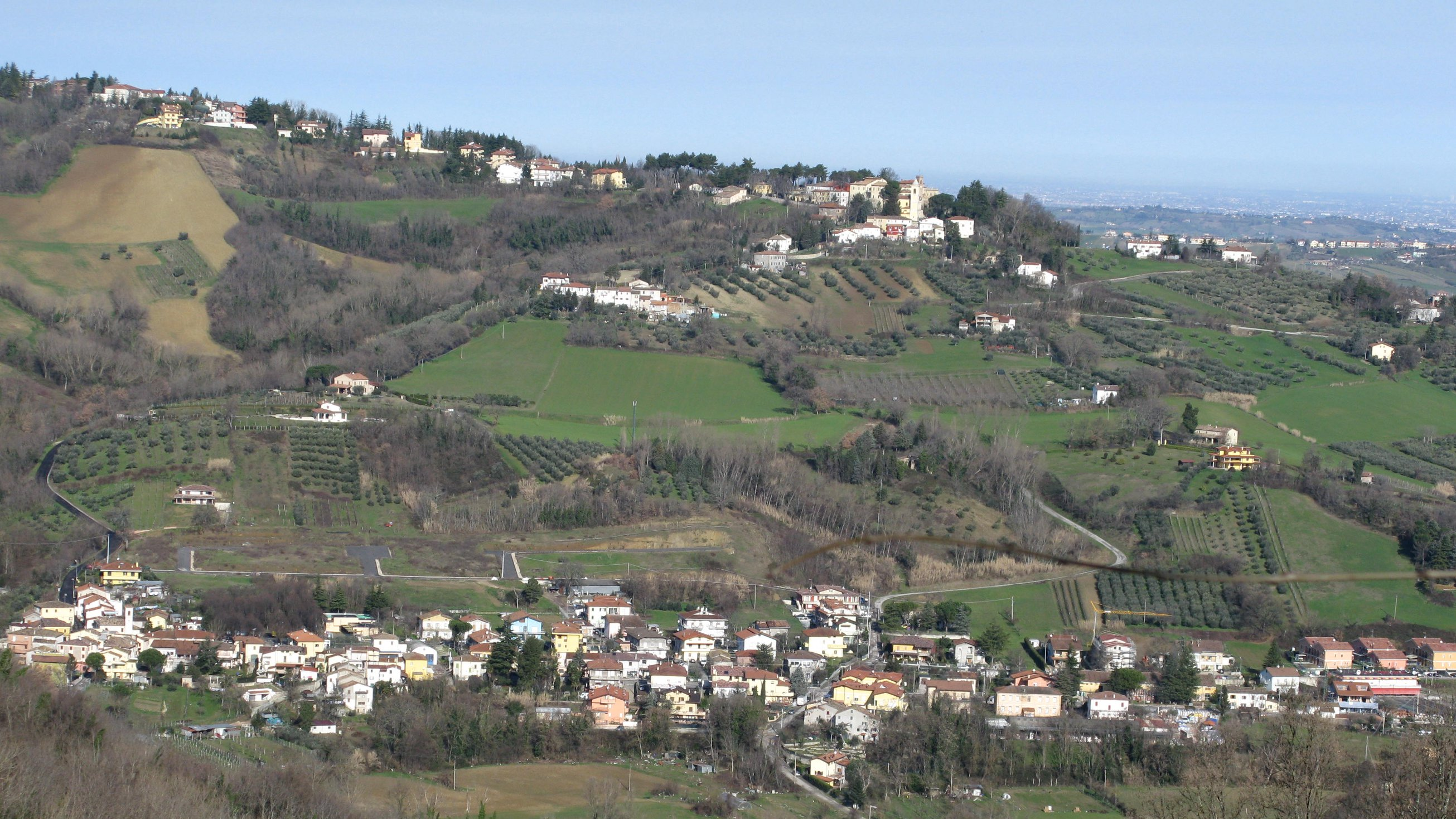
Panorama di Taverna.

## Società

### Evoluzione demografica
Abitanti censiti

## Cultura
- Museo etnografico di Valliano

## Amministrazione
Istituito il 1º gennaio 2016 dalla fusione dei comuni di Montescudo e Monte Colombo in seguito a referendum, le funzioni di sindaco sono state assolte dal commissario prefettizio Clemente Di Nuzzo fino alle elezioni che sono avvenute nella primavera del 2016.
| Periodo         | Periodo        | Primo cittadino    | Partito                    | Carica                  | Note   |
| --------------- | -------------- | ------------------ | -------------------------- | ----------------------- | ------ |
| 1º gennaio 2016 | 5 giugno 2016  | Clemente Di Nuzzo  |                            | Commissario Prefettizio |        |
| 6 giugno 2016   | 4 ottobre 2021 | Elena Castellari   | Torri unite (lista civica) | Sindaco                 | [ 13 ] |
| 4 ottobre 2021  | in carica      | Gian Marco Casadei | Insieme (lista civica)     | Sindaco                 |        |